# Championnat de France féminin de rink hockey 2018-2019
Navigation
Nationale 1 2017-2018 Nationale 1 2019-2020
L'édition 2018-2019 du championnat de France de rink hockey de Nationale 1 Féminine se déroule du 20 octobre 2018 au 26 mai 2019.
Organisé sous l'égide de la Fédération française de roller sports, le championnat est composé de sept équipes qui se rencontrent chacune deux fois, sous la forme de plateau, dans des lieux différents le temps d'un weekend.
Un plateau se déroule chaque mois environ hors des périodes de compétitions internationales.
Les trois premières équipes du Championnat de France dames de rink hockey accèdent à la coupe d’Europe de Clubs Féminins.

## Participants
| \| Coutras Noisy-le-Grand Mérignac ASTA Nantes Nantes Metro. Callac Fontenay-sous-Bois \| Localisation des clubs engagés dans le championnat. |
| Coutras Noisy-le-Grand Mérignac ASTA Nantes Nantes Metro. Callac Fontenay-sous-Bois                                                           |

| Club               | Classement 2017-2018 | Entraîneur(s) | Salle(s)                                 |
| ------------------ | -------------------- | ------------- | ---------------------------------------- |
| US Coutras         | 1re                  |               | Patinoire Milou Ducourtioux, Coutras     |
| SA Mérignac        | 2e                   |               | Roller Stadium, Mérignac                 |
| CS Noisy-le-Grand  | 3e                   |               | Gymnase des Yvris, Noisy-le-Grand        |
| Nantes Métropole   | 4e                   |               | Salle du Croissant, Nantes               |
| ASTA Nantes        | 7e                   |               | Salle de l'ASTA, Nantes                  |
| Hermine Callacoise | 5e                   |               | Salle Albert Monfort, Callac             |
| SHF Fontenay       | 6e                   |               | Gymnase Léo Lagrange, Fontenay-sous-Bois |

### Classement
| Rang | Équipe             | Pts | J  | G  | N | P  | Bp | Bc | Diff |
| ---- | ------------------ | --- | -- | -- | - | -- | -- | -- | ---- |
| 1    | US Coutras T       | 36  | 12 | 12 | 0 | 0  | 75 | 7  | +68  |
| 2    | SA Mérignac        | 30  | 12 | 10 | 0 | 2  | 51 | 14 | +37  |
| 3    | CS Noisy-le-Grand  | 24  | 12 | 8  | 0 | 4  | 59 | 22 | +37  |
| 4    | Nantes Métropole   | 18  | 12 | 6  | 0 | 6  | 40 | 36 | +4   |
| 5    | ASTA Nantes        | 12  | 12 | 4  | 0 | 8  | 22 | 68 | -46  |
| 6    | Hermine Callacoise | 3   | 12 | 1  | 0 | 11 | 9  | 50 | -41  |
| 7    | SHC Fontenay       | 3   | 12 | 1  | 0 | 11 | 13 | 72 | -59  |

|   | Champion et qualification en Ligue européenne |
|   | Qualification en Ligue européenne             |
| T | Tenant du titre                               |